# عبر بیت سیف
عبر بیت سیف (به عربی: عبر بیت سیف) یک روستا در سوریه است که در ناحیه مرکزی سقیلبیه واقع شده‌است. عبر بیت سیف ۲٬۸۱۹ نفر جمعیت دارد.